# Wilhelm Ternite
Friedrich Wilhelm Ludewig Ternite (* 5. September 1786 in Neustrelitz; † 22. Oktober 1871 in Potsdam) war ein deutscher Porträt- und Miniaturmaler sowie Lithograf. Er war darüber hinaus Berliner Hofmaler und königlicher Galerieinspektor.

## Leben
Wilhelm Ternite wurde als Sohn des Perückenmachers Johann Daniel Ternite und dessen Ehefrau (?) Dorothea Beata Nehrens geboren. Er diente zunächst als Armeeoffizier in den Befreiungskriegen, wo er als Kriegsfreiwilliger mit den preußischen Truppen im März 1814 in Paris einzog. König Friedrich Wilhelm III. und Karl August von Hardenberg beauftragten ihn dort mit der „Auffindung und Bestimmung des sämtlichen Preußischen Kunsteigenthums“.
Bereits ab 1803 erhielt Ternite Zeichenunterricht an der Königlichen Akademie der Bildenden Künste bei Friedrich Georg Weitsch. Ab 1810 wurde seine künstlerische Ausbildung auch durch Friedrich Wilhelm III. von Preußen gefördert. 1810 wurde er zum Porträtmaler Friedrich Wilhelms III. von Preußen ernannt. Kurz nach dem Fall Napoleons wurde er zum preußischen Kunstkommissar ernannt und beauftragt, für die Berliner Gemäldegalerie die Sammlung Giustiniani, die die Franzosen für den Louvre geplündert hatten, zu erwerben.
Nach dem Ende der Befreiungskriege blieb Terninte mit Unterstützung des Königs insgesamt neun Jahre in Paris (1814–1823). Während dieser Zeit absolvierte er auch eine künstlerische Aus- und Weiterbildung in den Ateliers von Jacques-Louis David und Antoine-Jean Gros. In Paris bereitete er bis 1817 die Illustrationen für August Wilhelm Schlegels Mariä Krönung und die Wunder des heiligen Dominicus vor. Er fertigte auch einige Kopien der Werke Raffaels an.
Auf seinem Rückweg nach Berlin traf er Graf Gustav Adolf Wilhelm von Ingenheim (1789–1855; aus der Villa Ingenheim), einen berühmten Sammler früher italienischer Kunst, den er 1823 nach Rom begleitete. Hier hatte er das Glück, einige Fresken des Andrea Mantegna zu entdecken. Ternite blieb bis 1825 in Rom und Neapel. Während seines Aufenthalts in Neapel im Frühjahr 1825 hatte er Gelegenheit, in Herculaneum und Pompeji herumzustreifen und Zeichnungen anzufertigen. Der Dresdner Archäologe Karl August Böttiger ermutigte ihn später, diese 1839 zu veröffentlichen.

Das Interesse an griechischer und römischer klassischer Kunst ebbte seinerzeit aber gerade ab und Ternite setzte seine Tätigkeit als Porträtmaler für die königliche Familie und die Berliner Gesellschaft fort. Ab 1826 wurde er dann Aufseher der königlichen Kunstwerke (Inspektor der Bildergalerie) in Potsdam. 1864 ging er in den Ruhestand.

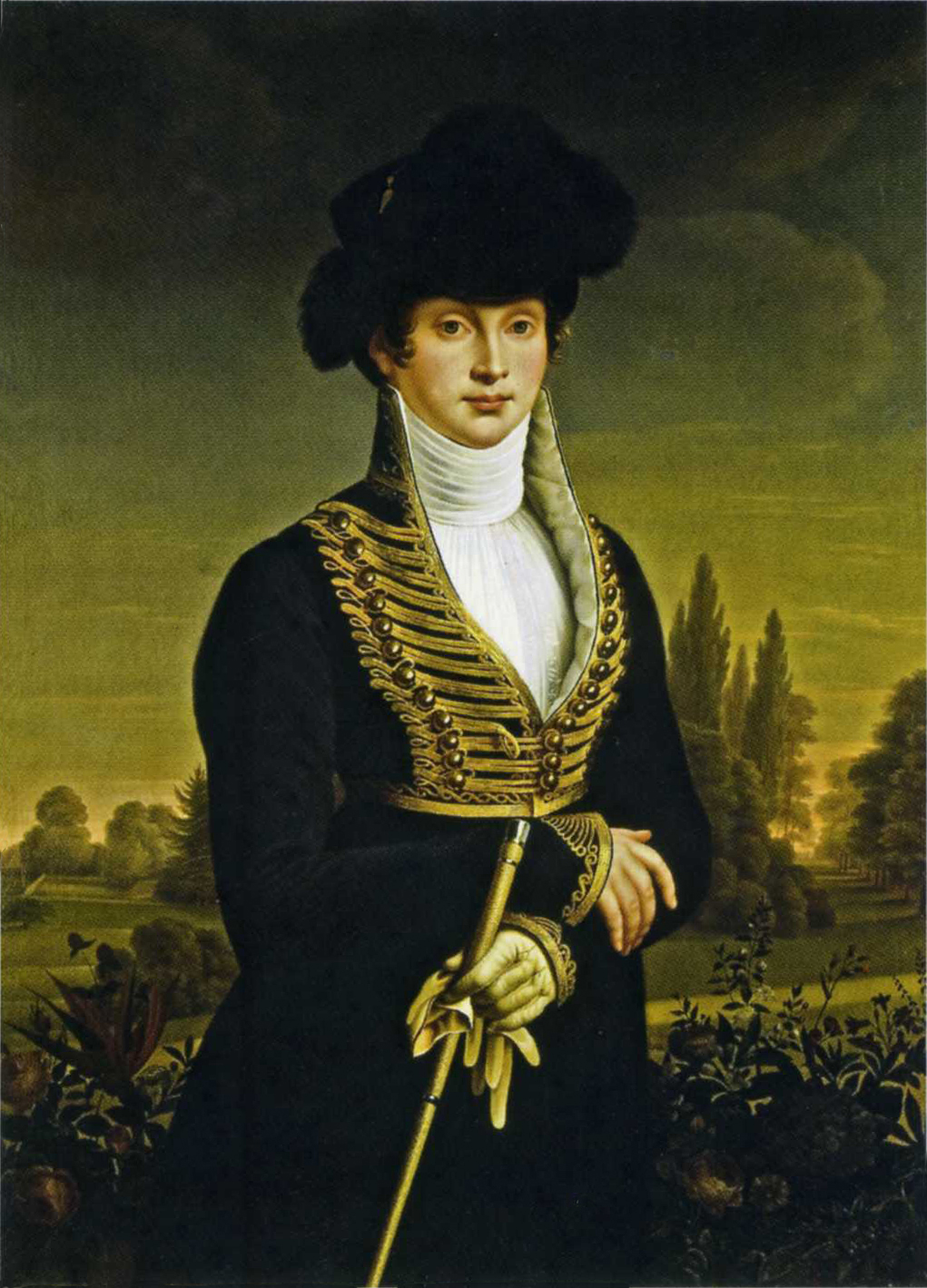
Königin Luise
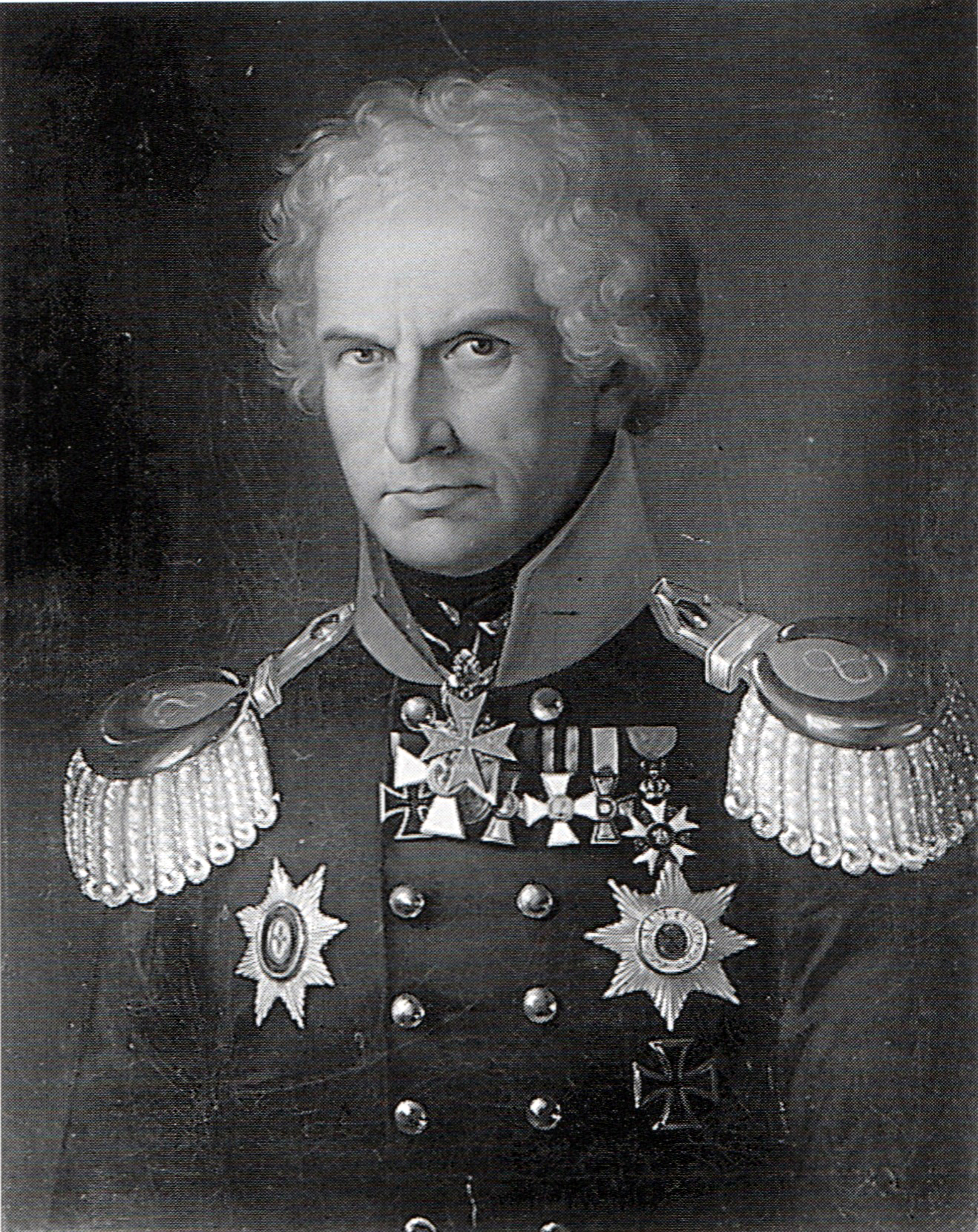
Wilhelm von Horn
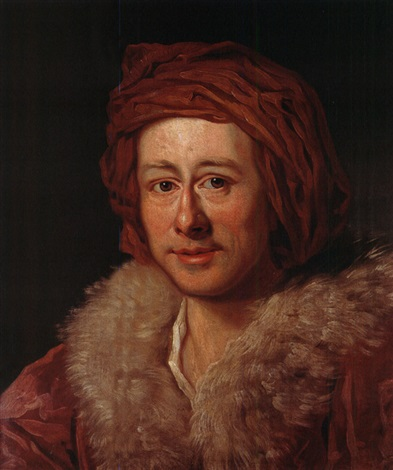
Mann mit  Pelzkragen